# Повітряні сили Словенії
Військово-повітряні сили і війська протиповітряної оборони Словенії — вид словенських збройних сил у розмірі бригади, головне завдання якого полягає в охороні суверенітету повітряного простору Словенії та наданні підтримки з повітря іншим видам збройних сил при взаємодії у спільних бойових діях. Коло завдань ВПС і ППО Словенії включає також перевірку і контроль безпечності повітряного простору, надання допомоги у разі стихійних, гуманітарних і техногенних катастроф, пошуково-рятувальні операції, участь у міжнародних місіях та операціях. Винищувачі для патрулювання повітряного простору Словенії у рамках місії повітряної поліції НАТО надають ВПС Угорщини

## Історія

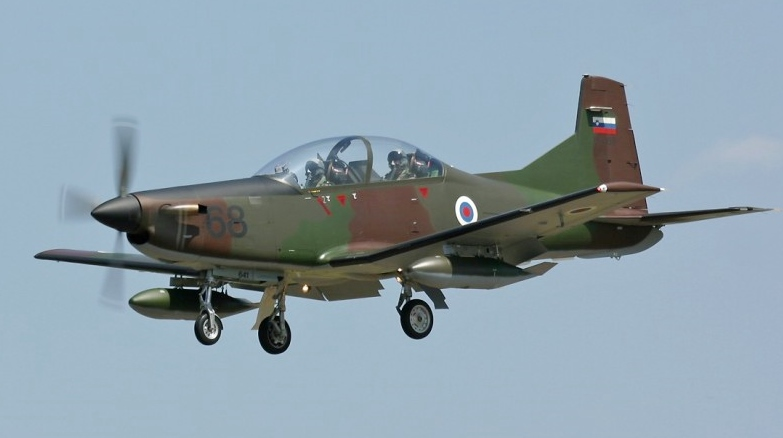
Pilatus PC-9M Hudournik під час приземлення

Перший досвід у галузі військової авіації Словенія здобула у Першій світовій війні,
коли на службу в армійське і морське повітроплавство  Австро-Угорщини було призвано велику кількість особового складу з усіх куточків імперії. Коли у 1918 році імперія почала валитися, повітряний і наземний особовий склад словенського походження перейшов на службу до новоутвореного Королівства сербів, хорватів і словенців. Літаки, що опинилися на словенській території, дісталися словенській владі, яка сформувала з них нові військово-повітряні сили. Новостворена військова авіація незабаром була залучена до конфлікту з Австрією за прикордонні провінції Каринтію і південну Штирію. Пізніше в 1919 році словенську авіацію поглинули національні військово-повітряні сили Югославії. 
1968 року з метою захистити місцеві ключові об'єкти в часи кризи було створено резервне добровольче формування Teritorialna Obramba (Територіальна оборона Соціалістичної Республіки Словенії). Вже до 1969 року штаб словенської територіальної оборони мав невеличкий підрозділ допоміжної авіації, дислокований на аеродромі Любляна-Полє. Ці літаки позичалися у югославських ВПС і не були власністю Словенії. Словенська територіальна оборона перестала бути частиною югославських допоміжних сил 21 червня 1991 (за чотири дні до проголошення незалежності), коли югославська армія відібрала у неї 12 літаків Soko J-20 Kraguj. 28 червня 1991 одну з «газелей» югославських ВПС перегнали у Словенію, забезпечуючи перший вертоліт для сил Територіальної оборони. Під час війни це формування також збагатилося трьома вертольотами Bell 412S, що були на службі у правоохоронних органів, і Agusta A-109. 
9 червня 1992 підрозділ ВПС словенської армії було перейменовано на 15-у бригаду військової авіації (словен. 15 Brigada Vojaskega Letalstva), а ту, в свою чергу, було поділено на дві ескадрильї, одну літаків і одну вертолітну, розташовані на двох базах: аеропорт Брнік і Церклє-об-Кркі. 15-а бригада підпорядковувалася 1-му командуванню ВПС і ППО, розміщеному у Крані. 2004 року Словенія вступила в НАТО. Тепер НАТО несе відповідальність за захист словенського повітряного простору. 8 листопада 2004 15-у бригаду було офіційно розпущено. На її місці утворилися три нові підрозділи. 15-у бригаду ВПС було перетворено на 15-й вертолітний батальйон, військове авіаційне училище та базу ВПС. 15-й вертолітний батальйон розташовується на авіабазі Брнік. На озброєнні частини вісім вертольотів Bell 412 і чотири вертольоти AS-532 Cougar. Головні обов'язки підрозділу це організація курсів підготовки для пілотів та технічного персоналу, пошуково-рятувальних місій і діяльність у рамках Системи цивільного захисту, допомоги та порятунку, забезпечення перевезення вантажів в гірські райони, гасіння пожеж і надання повітряної підтримки для підрозділів спецпризначення. 
Військове авіаційне училище розміщується на авіабазі Церклє-об-Кркі, веде базові і поглиблені програми підготовки майбутніх пілотів ВПС на двох літаках Zlin 143L і вісьмох Zlin 242L та на чотирьох вертольотах Bell 206 Jet Ranger, організовує практику для військових льотчиків, забезпечує вогневу підтримку і виконує різні завдання для інших галузей збройних сил за допомогою двох літаків PC-9 і дев'ятьох PC-9M. У складі авіаційного училища ВПС є і парашутний загін, розташований на авіабазі Брнік, який організовує базову та поглиблену підготовки парашутистів для бійців допоміжних сил безпеки. База ВПС, розміщена на авіабазі Церклє-об-Кркі, здійснює матеріально-технічне забезпечення, як-от поставки палива. На озброєнні бази два літаки PC-6 і один L-410. База ВПС об'єднує загін повітряного постачання і підрозділ технічної підтримки, головними завданнями якого є планування і проведення другого етапу технічного обслуговування повітряних суден, здійснення навчання технічного персоналу, оновлення авіаційної документації тощо. Хоча повітряно-десантна частина допоміжних сил безпеки досить молода, вона постійно пристосовується до мінливого світу. У цьому контексті намічалася друга реструктуризація у 2007 році, коли училище ВПС і 15-й вертолітний батальйон буде підпорядковано єдиному командуванню, цим самим полегшуючи матеріально-технічне забезпечення і скорочуючи особовий склад. Масштабна реструктуризація відбудеться в Церклє у світлі прийняття рішення про відновлення експлуатації реактивних літаків з 2015.
Завдяки новій реорганізації збройних сил Словенії, зенітно-авіаційну бригаду буде трансформовано у 15-е авіакрило (військово-авіаційний полк). Авіакрило складатиметься з 151-ї ескадрильї гвинтокрилів, 152-ї ескадрильї літаків, 153-ї авіаремонтної ескадрильї, 16-го Центру контролю і нагляду за повітряним простором, 107-ї авіабази і льотного училища. Елементи ППО будуть передані сухопутним військам.

## Батальйони (колишній устрій)
| Полк                                                              | Ескадрилья                                                            | Оснащення                                                                          | База                                     |
| ----------------------------------------------------------------- | --------------------------------------------------------------------- | ---------------------------------------------------------------------------------- | ---------------------------------------- |
| 15.HEB/BZTRA (вертолітний батальйон / авіатранспортний батальйон) |                                                                       |                                                                                    | Авіабаза Любляна                         |
|                                                                   | 1-а та 2-а вертолітні частини B 412 3-я вертолітна частина AS 532     | Bell 412 Eurocopter AS 532                                                         | Авіабаза Любляна                         |
|                                                                   | LETRAO (авіатранспортний відділ)                                      | Pilatus PC-6 L-410 Turbolet                                                        | Авіабаза Любляна                         |
| LETŠ (льотне училище)                                             |                                                                       |                                                                                    | Авіабаза Церклє-об-Кркі                  |
|                                                                   | 1, 2 і 3 відділи озброєних навчальних військових літаків PC 9         | Pilatus PC-9                                                                       | Авіабаза Церклє-об-Кркі                  |
|                                                                   | 1,2 and 3 section of school military aircraft and school helicopters  | Zlín Z 142 Zlín Z 242 Bell 206                                                     | Авіабаза Церклє-об-Кркі                  |
| 9. BZO (батальйон ППО)                                            |                                                                       |                                                                                    | Крань                                    |
|                                                                   | POVLOGBAT ()                                                          |                                                                                    | Врхника                                  |
|                                                                   | LPRBTZO (батарея легких переносних зенітних ракет)                    | SA-7 Grail (Strela-2M) SA-16 Gimlet (Igla-1) SA-18 Grouse (Igla)                   | Словенська Бистриця                      |
|                                                                   | LSTBTZO (легка самохідна батарея ППО)                                 | BOV-3/M55A4 9K31 Strela-1 (Strela-1M) Gimlet (Igla-1) Grouse (Igla)                | Авіабаза Церклє-об-Кркі                  |
|                                                                   | RBTZO (зенітно-ракетна батарея)                                       | Roland II                                                                          | Врхника                                  |
| 16. BNZP (Батальйон контролю повітряного простору)                | ASOC (Оперативний центр суверенітету повітряного простору)            | AN/TPS 70 EL/M-2106 HEE                                                            | Крань                                    |
|                                                                   | CNKZP (Центр контролю повітряного простору)                           | - ASOC (Оперативний центр суверенітету повітряного простору) - Frequentis Comm Sys | Крань                                    |
|                                                                   | Над Любляною коло Врхника Глетчери на вершині Когель на масиві Похорє | 2 AN/TPS 70                                                                        | Врхника Похорє                           |
| 107. LEBA (авіабаза)                                              |                                                                       |                                                                                    | Авіабаза Любляна Авіабаза Церклє-об-Кркі |

## Оснащення

### Парк літальних апаратів
| Тип                                | Фото                            | Виробництво/Країна              | Призначення                                        | Варіант                         | Кількість                       | Примітки                        |
| Бойові літаки, Навчально-бойові    | Бойові літаки, Навчально-бойові | Бойові літаки, Навчально-бойові | Бойові літаки, Навчально-бойові                    | Бойові літаки, Навчально-бойові | Бойові літаки, Навчально-бойові | Бойові літаки, Навчально-бойові |
| ---------------------------------- | ------------------------------- | ------------------------------- | -------------------------------------------------- | ------------------------------- | ------------------------------- | ------------------------------- |
| Pilatus PC-9M Hudournik            |                                 | Швейцарія                       | турбогвинтовий навчальний літак/штурмовик          | PC-9M                           | 11                              |                                 |
| Zlin Z 242                         |                                 | Швейцарія                       | базовий навчальний літак                           | Z 242                           | 8                               |                                 |
| Транспортні і допоміжні вертольоти |                                 |                                 |                                                    |                                 |                                 |                                 |
| Bell 206                           |                                 | США                             | вертоліт загального призначення                    | 206B-3 JetRanger III            | 4                               |                                 |
| Bell 412                           |                                 | США                             | вертоліт загального призначення                    |                                 | 8                               |                                 |
| Eurocopter AS 532AL Cougar         |                                 | Франція                         | вертоліт загального призначення                    | AS 532 UL/AL                    | 4                               |                                 |
| Транспортні і зв'язкові літаки     |                                 |                                 |                                                    |                                 |                                 |                                 |
| Pilatus PC-6 Porter                |                                 | Швейцарія                       | транспортний                                       |                                 | 2                               |                                 |
| Let L-410 Turbolet                 |                                 | Чехія                           | транспортний                                       |                                 | 1                               |                                 |
| Dassault Falcon 2000EX             |                                 | Франція                         | перевезення найвищого рангу та евакуація поранених |                                 | 1                               |                                 |

### Колишні системи протиповітряної оборони
- 9 зенітних ракет Roland II (у резерві через нестачу фінансових ресурсів)
- Переносний зенітно-ракетний комплекс Ігла і системи Стрелец (зараз на службі сухопутних військ)
- MANPADS Strela 2M
- 6 Strela 1M
- 12 BOV 3
- 12 ЗСУ-57-2
- 12 M53/59 Praga

### Радари
- 2 AN/TPS 70 (замінені)
- 2 Ground Master 400
- 8 EL/M-2106NG[2]

## Придбання нових літальних засобів
Міністерство оборони Словенії у 2007 році провело випробування EADS CASA C-295 і C-27J Spartan на авіабазі Церклє.
Було вибрано два Casa C-295, перший з яких було поставлено у 2008, а другий у 2010 році. Перший літак замовили у січні 2008, але в лютому замовлення заморозили через авіакатастрофу у польському місті Мирославець. У зв'язку з теперішньою фінансовою кризою найближчим часом не планується придбання нових військово-транспортних літаків.

## Аварії та нещасні випадки[3]
У 1993 у м. Словень Градець зазнав аварії літак UTVA-75. Літак було відремонтовано.
1994 року у м. Брнік L-410 Turbolet при посадці врізався в дроти високої напруги. Пізніше його відремонтували.
У 2004 у районі Ленарт розбився Pilatus PC-9, внаслідок чого загинув майор Драго Светіна.
2008 року з літака Pilatus PC-9 катапультувався курсант, літак не зазнав пошкоджень і його було благополучно повернуто на базу Церклє-об-Кркі.

## Військові дії
Протягом словенської війни за незалежність у 1991 році словенська ППО виявила достатню активність, пошкодивши або збивши кілька вертольотів Югославської Народної Армії. Зокрема:
- 1 SOKO SA 341 Gazelle, його було збито над Любляною (словенський пілот ЮНА Тоні Мрлак загинув). Вертоліт віз хліб оточеним казармам федеральної армії.
- 2 Mil Mi-8. Один зазнав механічної несправності біля Раденців, був змушений приземлитися, його було захоплено, а згодом повернуто до ЮНА.[4] Інший було збито біля Любляни в районі Іг (всі члени екіпажу загинули).

## Галерея

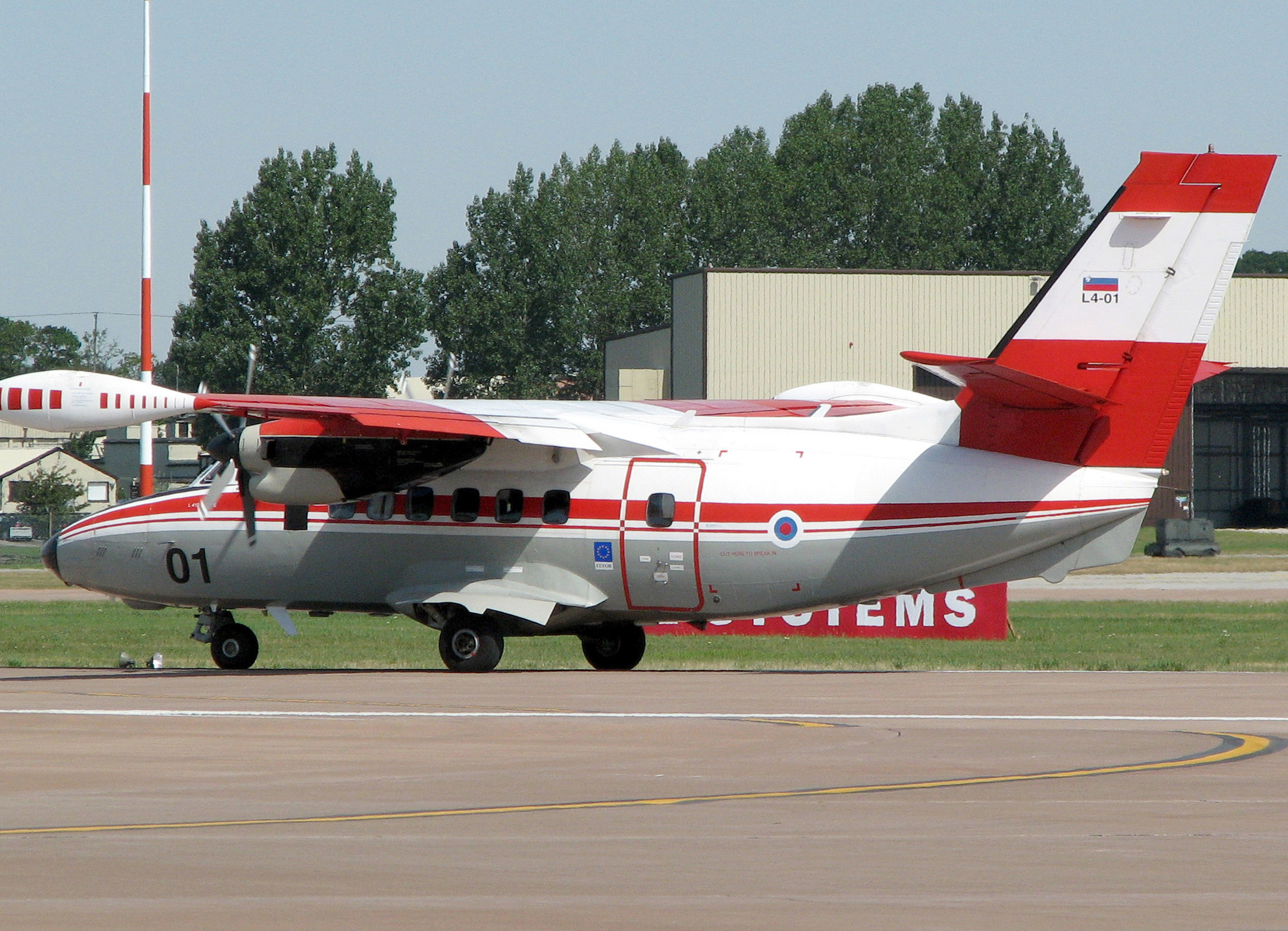
LET-L410 прямує до злітної смуги на шоу RIAT 2006
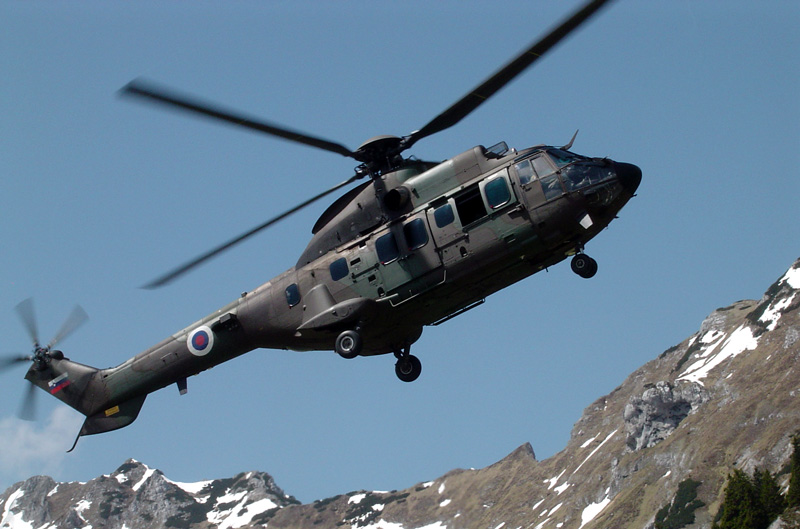
Eurocpter 532 у Словенських Альпах
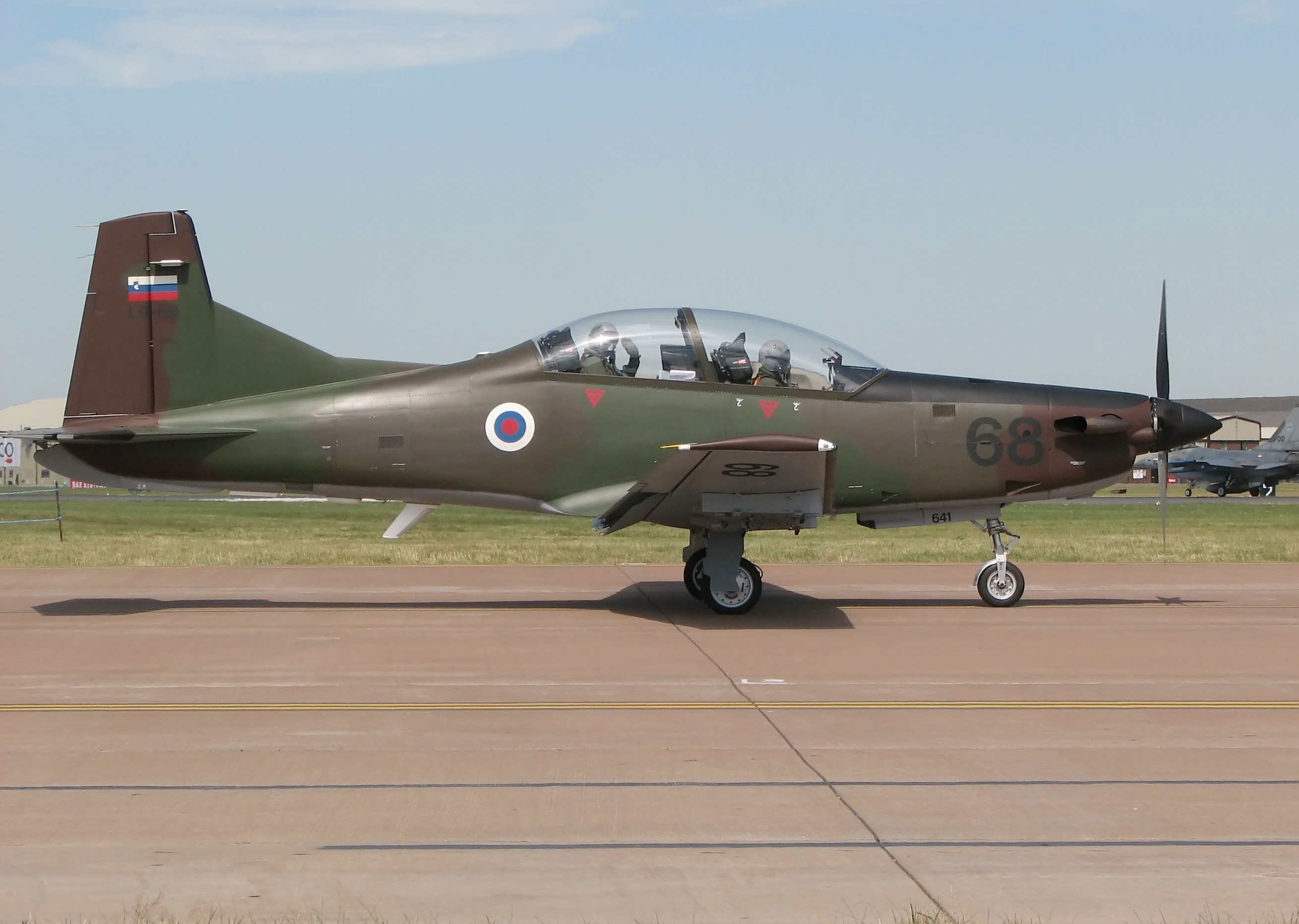
Pilatus PC9 прямує до злітної смуги на шоу RIAT 2006